# Saint-Juire-Champgillon
Saint-Juire-Champgillon település Franciaországban, Vendée megyében. Lakosainak száma 427 fő (2022. január 1.). Saint-Juire-Champgillon Chantonnay, La Chapelle-Thémer, La Jaudonnière, La Réorthe, Saint-Martin-Lars-en-Sainte-Hermine, Thiré és Saint-Jean-d’Hermine községekkel határos.

## Népesség
A település népessége az elmúlt években az alábbi módon változott:
| Lakosok száma | 412  | 404  | 417  | 408  | 415  | 421  | 428  | 427  | 427  |
|               | 2013 | 2015 | 2016 | 2017 | 2018 | 2019 | 2020 | 2021 | 2022 |